# Ahmed El Meziati
Ahmed El Meziati, né le 26 décembre 1995, est un judoka marocain.

## Palmarès
| Année | Compétition             | Lieu         | Résultat | Catégorie      |
| ----- | ----------------------- | ------------ | -------- | -------------- |
| 2016  | Championnats d'Afrique  | Tunis        | 2e       | Moins de 73 kg |
| 2017  | Jeux de la Francophonie | Abidjan      | 2e       | Moins de 73 kg |
| 2018  | Championnats d'Afrique  | Tunis        | 3e       | Moins de 73 kg |
| 2019  | Jeux africains          | Rabat        | 2e       | Moins de 73 kg |
| 2020  | Championnats d'Afrique  | Antananarivo | 2e       | Moins de 73 kg |
| 2023  | Championnats d'Afrique  | Casablanca   | 3e       | Moins de 81 kg |
| 2024  | Championnats d'Afrique  | Le Caire     | 2e       | Moins de 81 kg |